# Liste der Baudenkmäler im Wuppertaler Wohnquartier Brill (A–F)
Die Liste der Baudenkmäler im Wuppertaler Wohnquartier Brill (A–F) enthält die denkmalgeschützten Bauwerke auf dem Gebiet von Wuppertal-Brill in Nordrhein-Westfalen (Stand: November 2011). Diese Baudenkmäler sind in der Denkmalliste der Stadt Wuppertal eingetragen; Grundlage für die Aufnahme ist das Denkmalschutzgesetz Nordrhein-Westfalen (DSchG NRW).

## Auszug aus der Denkmalliste

### Eingetragene Baudenkmäler
| Bild           | Bezeichnung             | Lage                              | Beschreibung | Bauzeit                               | Eingetragen seit   | Denkmal- nummer |
| -------------- | ----------------------- | --------------------------------- | --- | ------------------------------------- | ------------------ | --------------- |
| weitere Bilder | Stollenportal           | Brill Am Buschhäuschen Karte      | Stolleneingangsbauwerk, unbeziffert an der Abzweigung Am Buschhäuschen/Sadowastraße gelegen. Geschützt ist das Tunnelportal sowie die zugehörige Treppenanlage. | 1877 bis 1879                         | 24. November 1992  | 2547 Wikidata   |
| weitere Bilder | Villa                   | Brill Am Buschhäuschen 7 Karte    | Villa Hermann Wolff | 1907                                  | 17. Januar 1985    | 252 Wikidata    |
| weitere Bilder | Villa                   | Brill Am Buschhäuschen 9 Karte    | Haus Plange | um 1900                               | 16. November 1984  | 192 Wikidata    |
| weitere Bilder | Villa                   | Brill Am Buschhäuschen 19 Karte   | Villa Schniewind; eine D-Nummer mit Am Buschhäuschen 23, 23a | 1912/13                               | 2. September 1996  | 4003 Wikidata   |
| weitere Bilder | Remise                  | Brill Am Buschhäuschen 23 Karte   | Remise der Villa Schniewind; eine D-Nummer mit Am Buschhäuschen 19, eine bauliche Einheit mit Am Buschhäuschen 23a                                              | 1912/13                               | 2. September 1996  | 4003 Wikidata   |
| weitere Bilder | Chauffeurshaus          | Brill Am Buschhäuschen 23 a Karte | Chauffeurshaus der Villa Schniewind; eine D-Nummer mit Am Buschhäuschen 19, eine bauliche Einheit mit Am Buschhäuschen 23                                       | 1912/13                               | 2. September 1996  | 4003 Wikidata   |
| weitere Bilder | Wohnhaus                | Brill Am Buschhäuschen 27 Karte   | | kurz nach 1900                        | 19. Juli 2000      | 4148 Wikidata   |
| weitere Bilder | Wohnhaus                | Brill Am Buschhäuschen 37 Karte   | Teil des Anwesens Haus Höhe. Wohnhaus mit Gartenanlage, Pavillons, Brunnen, Mauern etc.                                                                         | 1924                                  | 27. Februar 1986   | 725 Wikidata    |
| Pavillon       | Pavillon                | Brill Am Buschhäuschen 37 Karte   | Teil des Anwesens Haus Höhe. Wohnhaus mit Gartenanlage, Pavillons, Brunnen, Mauern etc.                                                                         | 1924                                  | 27. Februar 1986   | 725 Wikidata    |
| weitere Bilder | Gartenhaus              | Brill Am Buschhäuschen 37 Karte   | Teil des Anwesens Haus Höhe. Wohnhaus mit Gartenanlage, Pavillons, Brunnen, Mauern etc.                                                                         | 1924                                  | 27. Februar 1986   | 725 Wikidata    |
| weitere Bilder | Chauffeurshaus          | Brill Am Buschhäuschen 39 Karte   | | 1912/1913                             | 27. Februar 1986   | 726 Wikidata    |
| weitere Bilder | Villa                   | Brill Am Buschhäuschen 70 Karte   | Haus Noetzlin | 1911                                  | 25. Februar 1992   | 2047 Wikidata   |
| weitere Bilder | Villa                   | Brill Am Buschhäuschen 73 Karte   | | um 1900                               | 11. August 1988    | 1435 Wikidata   |
| weitere Bilder | Villa                   | Brill Barbarossastraße 30 Karte   | | Anfang 20. Jahrhundert                | 11. April 1985     | 402 Wikidata    |
| weitere Bilder | Villa                   | Brill Bayreuther Straße 4 Karte   | | 1893/94                               | 7. Mai 1986        | 758 Wikidata    |
| weitere Bilder | Straßenbahn-Wagenhalle  | Brill Bayreuther Straße 8 Karte   | Denkmaleigenschaft festgestellt im Denkmalbereichsgutachten Briller Viertel vom 26. Februar 1999                                                                | 1901                                  | 26. Juli 2001      | 4190 Wikidata   |
| weitere Bilder | Wohnhaus                | Brill Bayreuther Straße 17 Karte  | | 1893                                  | 19. September 1996 | 4022 Wikidata   |
| weitere Bilder | Wohnhaus                | Brill Bayreuther Straße 19 Karte  | | 1904                                  | 10. November 1986  | 905 Wikidata    |
| weitere Bilder | Wohnhaus                | Brill Bayreuther Straße 21 Karte  | eine D-Nummer mit Mozartstraße 70 | um die Jahrhundertwende               | 16. April 1985     | 407 Wikidata    |
| weitere Bilder | Wohnhaus                | Brill Bayreuther Straße 23 Karte  | eine D-Nummer mit Bayreuther Straße 25, Mozartstraße 61, 63, Richard-Wagner-Straße 2, 4                                                                         | 1928                                  | 13. November 1992  | 2538 Wikidata   |
| weitere Bilder | Wohnhaus                | Brill Bayreuther Straße 25 Karte  | eine D-Nummer mit Bayreuther Straße 23, Mozartstraße 61, 63, Richard-Wagner-Straße 2, 4                                                                         | 1928                                  | 13. November 1992  | 2538 Wikidata   |
| weitere Bilder | Schulgebäude            | Brill Bayreuther Straße 35 Karte  | Schulgebäude ist Teil des städt. Gymnasium Bayreuther Straße | 1909                                  | 29. August 1991    | 1923 Wikidata   |
| weitere Bilder | Wohnhaus                | Brill Bayreuther Straße 52 Karte  | eine D-Nummer mit Bayreuther Straße 54 | Ende des 19. Jahrhunderts             | 28. April 1986     | 755 Wikidata    |
| weitere Bilder | Wohnhaus                | Brill Bayreuther Straße 54 Karte  | eine D-Nummer mit Bayreuther Straße 54 | Ende des 19. Jahrhunderts             | 28. April 1986     | 755 Wikidata    |
| weitere Bilder | Wohnhaus                | Brill Bayreuther Straße 56 Karte  | eine D-Nummer mit Bayreuther Straße 58, 60 | 1913–1914                             | 28. April 1986     | 756 Wikidata    |
| weitere Bilder | Wohnhaus                | Brill Bayreuther Straße 58 Karte  | eine D-Nummer mit Bayreuther Straße 56, 60 | 1913–1914                             | 28. April 1986     | 756 Wikidata    |
| weitere Bilder | Wohnhaus                | Brill Bayreuther Straße 60 Karte  | eine D-Nummer mit Bayreuther Straße 56, 58 | 1913–1914                             | 28. April 1986     | 756 Wikidata    |
| weitere Bilder | Wohnhaus                | Brill Bayreuther Straße 63 Karte  | | 1906                                  | 6. Mai 1986        | 757 Wikidata    |
| weitere Bilder | Wohnhaus                | Brill Bayreuther Straße 66 Karte  | | zwischen 1892 und 1895                | 17. April 1996     | 3871 Wikidata   |
| weitere Bilder | Wohnhaus                | Brill Bayreuther Straße 67 Karte  | | 1904                                  | 17. April 1996     | 3872 Wikidata   |
| weitere Bilder | Wohnhaus                | Brill Bayreuther Straße 69 Karte  | | 1904                                  | 17. April 1996     | 3873 Wikidata   |
| weitere Bilder | Wohnhaus                | Brill Bayreuther Straße 71 Karte  | | um 1900                               | 4. April 1986      | 743 Wikidata    |
| weitere Bilder | Wohnhaus                | Brill Bayreuther Straße 73 Karte  | | 1910                                  | 17. April 1996     | 3881 Wikidata   |
| weitere Bilder | Wohnhaus                | Brill Beethovenstraße 1 Karte     | | um 1900                               | 7. Mai 1986        | 759 Wikidata    |
| weitere Bilder | Wohnhaus                | Brill Bismarckstraße 11 Karte     | Wohnhaus (Garage Niepmann) | 1910er Jahre                          | 27. Mai 1986       | 774 Wikidata    |
| weitere Bilder | Wohnhaus                | Brill Bismarckstraße 15 Karte     | | um die Jahrhundertwende               | 27. Mai 1986       | 775 Wikidata    |
| weitere Bilder | Wohnhaus                | Brill Bismarckstraße 17 Karte     | | 1900                                  | 15. September 1992 | 2428 Wikidata   |
| weitere Bilder | Wohnhaus                | Brill Bismarckstraße 23 Karte     | | um 1900                               | 17. April 1996     | 3879 Wikidata   |
| weitere Bilder | Wohnhaus                | Brill Bismarckstraße 25 Karte     | | 1900                                  | 3. Oktober 1985    | 605 Wikidata    |
| weitere Bilder | Wohnhaus                | Brill Bismarckstraße 27 Karte     | | 1899                                  | 14. September 1993 | 3100 Wikidata   |
| weitere Bilder | Wohnhaus                | Brill Bismarckstraße 29 Karte     | | 1899                                  | 30. Mai 1986       | 776 Wikidata    |
| weitere Bilder | Wohnhaus                | Brill Bismarckstraße 31 Karte     | | um 1900                               | 18. Oktober 1985   | 622 Wikidata    |
| weitere Bilder | Wohnhaus                | Brill Bismarckstraße 33 Karte     | | um 1900                               | 30. Mai 1986       | 777 Wikidata    |
| weitere Bilder | Wohnhaus                | Brill Bismarckstraße 35 Karte     | | um 1900                               | 7. August 1987     | 1103 Wikidata   |
| weitere Bilder | Wohnhaus                | Brill Bismarckstraße 37 Karte     | | um 1898                               | 20. Juli 1992      | 2326 Wikidata   |
| weitere Bilder | Wohnhaus                | Brill Bismarckstraße 41 Karte     | | 1898                                  | 17. April 1996     | 3874 Wikidata   |
| weitere Bilder | Wohnhaus                | Brill Bismarckstraße 43 Karte     | | 1899                                  | 9. Juli 1992       | 2301 Wikidata   |
| weitere Bilder | Wohnhaus                | Brill Bismarckstraße 45 Karte     | | um 1900                               | 4. März 1987       | 983 Wikidata    |
| weitere Bilder | Wohnhaus                | Brill Bismarckstraße 47 Karte     | | um 1900                               | 30. Mai 1986       | 778 Wikidata    |
| weitere Bilder | Wohnhaus                | Brill Bismarckstraße 49 Karte     | | 1901/02                               | 12. Dezember 1994  | 3628 Wikidata   |
| weitere Bilder | Wohnhaus                | Brill Bismarckstraße 51 Karte     | | 1901/1902                             | 19. Mai 2004       | 2917 Wikidata   |
| weitere Bilder | Wohnhaus                | Brill Bismarckstraße 53 Karte     | | 1902                                  | 20. Juli 1992      | 2327 Wikidata   |
| weitere Bilder | Wohnhaus                | Brill Bismarckstraße 55 Karte     | | 1901                                  | 19. November 1992  | 2540 Wikidata   |
| weitere Bilder | Wohnhaus                | Brill Bismarckstraße 57 Karte     | | um die Jahrhundertwende               | 1. August 1988     | 1426 Wikidata   |
| weitere Bilder | Wohnhaus                | Brill Bismarckstraße 57 a Karte   | | 1901                                  | 20. August 1992    | 2382 Wikidata   |
| weitere Bilder | Wohnhaus                | Brill Bismarckstraße 59 Karte     | | 1901                                  | 9. Mai 1996        | 3903 Wikidata   |
| weitere Bilder | Villa                   | Brill Bismarckstraße 60 Karte     | Villa Niepmann | 1911                                  | 1. Juni 1996       | 3930 Wikidata   |
| weitere Bilder | Wohnhaus                | Brill Bismarckstraße 61 Karte     | | zwischen 1898 und 1901                | 17. April 1996     | 3875 Wikidata   |
| weitere Bilder | Wohnhaus                | Brill Bismarckstraße 63 Karte     | | 1901                                  | 17. April 1996     | 3876 Wikidata   |
| weitere Bilder | Wohnhaus                | Brill Bismarckstraße 65 Karte     | | 1900                                  | 10. Januar 1994    | 3247 Wikidata   |
| weitere Bilder | Villa                   | Brill Bismarckstraße 69 Karte     | | 1911                                  | 26. Oktober 1987   | 1167 Wikidata   |
| weitere Bilder | Villa                   | Brill Bismarckstraße 90 Karte     | Villa Springorum, ehemals Städtische Eisenwarenfachschule | 1923/24                               | 13. April 1989     | 1563 Wikidata   |
| weitere Bilder | Villa                   | Brill Briller Höhe 2 Karte        | eine D-Nummer mit Briller Höhe 2a | 1920er Jahre                          | 21. März 1991      | 1884 Wikidata   |
| weitere Bilder | Villa                   | Brill Briller Höhe 2 a Karte      | eine D-Nummer mit Briller Höhe 2 | 1920er Jahre                          | 21. März 1991      | 1884 Wikidata   |
| weitere Bilder | Villa                   | Brill Briller Höhe 4 Karte        | eine bauliche Einheit mit Briller Höhe 4a | 1926                                  | 25. März 1985      | 382 Wikidata    |
| weitere Bilder | Villa                   | Brill Briller Höhe 4 a Karte      | eine bauliche Einheit mit Briller Höhe 4 | 1926                                  | 6. September 1984  | 127 Wikidata    |
| weitere Bilder | Wohnhaus                | Brill Briller Straße 1 f Karte    | | zwischen 1876 und 1886                | 24. März 1994      | 3327 Wikidata   |
| weitere Bilder | Wohn- und Geschäftshaus | Brill Briller Straße 3 Karte      | | 1880                                  | 11. Mai 1987       | 1047 Wikidata   |
| weitere Bilder | Wohn- und Geschäftshaus | Brill Briller Straße 5 Karte      | | spätes 19. Jahrhundert                | 8. März 1989       | 1534 Wikidata   |
| weitere Bilder | Wohn- und Geschäftshaus | Brill Briller Straße 11 Karte     | | 1883                                  | 16. April 1992     | 2173 Wikidata   |
| weitere Bilder | Wohnhaus                | Brill Briller Straße 13 Karte     | | spätes 19. Jahrhundert                | 16. September 1985 | 582 Wikidata    |
| weitere Bilder | Wohnhaus                | Brill Briller Straße 15 Karte     | | zwischen 1880 und 1886                | 7. August 1996     | 3981 Wikidata   |
| weitere Bilder | Wohnhaus                | Brill Briller Straße 17 Karte     | | zwischen 1880 und 1886                | 27. Oktober 1993   | 3151 Wikidata   |
| weitere Bilder | Wohn- und Geschäftshaus | Brill Briller Straße 19 Karte     | | erstes Jahrzehnt des 20. Jahrhunderts | 20. Juni 1986      | 791 Wikidata    |
| weitere Bilder | Wohnhaus                | Brill Briller Straße 25 Karte     | | um die Jahrhundertwende               | 2. Oktober 1984    | 150 Wikidata    |
| weitere Bilder | Wohnhaus                | Brill Briller Straße 27 Karte     | | spätes 19. Jahrhundert                | 26. April 1990     | 1746 Wikidata   |
| weitere Bilder | Wohnhaus                | Brill Briller Straße 29 Karte     | | spätes 19. Jahrhundert                | 3. Februar 1988    | 1294 Wikidata   |
| weitere Bilder | Wohnhaus                | Brill Briller Straße 31 Karte     | | zweite Hälfte des 19. Jahrhunderts    | 26. Januar 1987    | 948 Wikidata    |
| weitere Bilder | Wohnhaus                | Brill Briller Straße 33 Karte     | | 1910                                  | 31. März 1999      | 4110 Wikidata   |
| weitere Bilder | Wohnhaus                | Brill Briller Straße 35 Karte     | | zwischen 1920 und 1930                | 1. Juli 1988       | 1405 Wikidata   |
| weitere Bilder | Fernmeldeamt            | Brill Briller Straße 39 Karte     | Fernmeldeamt Elberfeld | 1928                                  | 1. Juli 1988       | 1410 Wikidata   |
| weitere Bilder | Wohnhaus                | Brill Briller Straße 77 Karte     | | um die Jahrhundertwende               | 11. Juli 1986      | 803 Wikidata    |
| weitere Bilder | Wohnhaus                | Brill Briller Straße 79 Karte     | | nach 1900                             | 11. Juli 1986      | 804 Wikidata    |
| weitere Bilder | Villa                   | Brill Briller Straße 83 Karte     | | 1880                                  | 11. Juli 1986      | 805 Wikidata    |
| weitere Bilder | Wohnhaus                | Brill Briller Straße 102 Karte    | | zwischen 1892 und 1895                | 6. September 1995  | 3739 Wikidata   |
| weitere Bilder | Wohnhaus                | Brill Briller Straße 106 Karte    | | 1900                                  | 28. Juni 1993      | 2994 Wikidata   |
| weitere Bilder | Wohnhaus                | Brill Briller Straße 110 Karte    | | Anfang des 20. Jahrhunderts           | 25. Oktober 1985   | 630 Wikidata    |
| weitere Bilder | Wohnhaus                | Brill Briller Straße 112 Karte    | | um die Jahrhundertwende               | 5. November 1991   | 1929 Wikidata   |
| weitere Bilder | Wohnhaus                | Brill Briller Straße 116 Karte    | | zwischen 1908 und 1910                | 14. Juli 1986      | 806 Wikidata    |
| weitere Bilder | Wohnhaus                | Brill Briller Straße 117 Karte    | Villa Amalia, eine D-Nummer mit Briller Straße 117 a. | 1883                                  | 14. Juli 1986      | 807 Wikidata    |
| weitere Bilder | Remise                  | Brill Briller Straße 117 a Karte  | Remise der Villa Amalia, eine D-Nummer mit Briller Straße 117                                                                                                   | 1883                                  | 14. Juli 1986      | 807 Wikidata    |
| weitere Bilder | Wohnhaus                | Brill Briller Straße 118 Karte    | | 1900                                  | 6. August 1996     | 3973 Wikidata   |
| weitere Bilder | Wohnhaus                | Brill Briller Straße 120 Karte    | | um 1900                               | 8. Mai 1989        | 1600 Wikidata   |
| weitere Bilder | Wohnhaus                | Brill Briller Straße 122 Karte    | | um 1900                               | 15. Juli 1986      | 808 Wikidata    |
| weitere Bilder | Wohnhaus                | Brill Briller Straße 124 Karte    | | frühes 20. Jahrhunderts               | 16. Juli 1986      | 809 Wikidata    |
| weitere Bilder | Wohnhaus                | Brill Briller Straße 128 Karte    | | frühes 20. Jahrhunderts               | 16. Juli 1986      | 810 Wikidata    |
| weitere Bilder | Wohnhaus                | Brill Briller Straße 130 Karte    | eine D-Nummer mit Briller Straße 132 | Anfang des 20. Jahrhunderts           | 16. Juli 1986      | 811 Wikidata    |
| weitere Bilder | Wohnhaus                | Brill Briller Straße 132 Karte    | eine D-Nummer mit Briller Straße 130 | Anfang des 20. Jahrhunderts           | 16. Juli 1986      | 811 Wikidata    |
| weitere Bilder | Wohnhaus                | Brill Briller Straße 134 Karte    | eine D-Nummer mit Briller Straße 136 | 1902                                  | 12. August 1987    | 1104 Wikidata   |
| weitere Bilder | Wohnhaus                | Brill Briller Straße 136 Karte    | eine D-Nummer mit Briller Straße 134 | 1902                                  | 12. August 1987    | 1104 Wikidata   |
| weitere Bilder | Wohnhaus                | Brill Briller Straße 138 Karte    | | 1905                                  | 7. August 1996     | 3980 Wikidata   |
| weitere Bilder | Wohnhaus                | Brill Briller Straße 140 Karte    | | Anfang des 20. Jahrhunderts           | 18. Juli 1986      | 812 Wikidata    |
| weitere Bilder | Wohnhaus                | Brill Briller Straße 144 Karte    | | frühes 20. Jahrhundert                | 20. Dezember 1985  | 680 Wikidata    |
| weitere Bilder | Wohnhaus                | Brill Briller Straße 146 Karte    | | Anfang des 20. Jahrhunderts           | 18. Juli 1986      | 813 Wikidata    |
| weitere Bilder | Wohn- und Geschäftshaus | Brill Briller Straße 162 Karte    | | gründerzeitlich                       | 18. Juli 1986      | 814 Wikidata    |
| weitere Bilder | Wohnhaus                | Brill Briller Straße 164 Karte    | | letztes Viertel des 19. Jahrhunderts  | 14. März 1988      | 1321 Wikidata   |
| weitere Bilder | Wohnhaus                | Brill Briller Straße 166 Karte    | | spätes 19. Jahrhundert                | 14. November 1989  | 1664 Wikidata   |
| weitere Bilder | Wohnhaus                | Brill Briller Straße 168 Karte    | | um 1900                               | 9. Juni 1992       | 2257 Wikidata   |
| weitere Bilder | Wohnhaus                | Brill Briller Straße 170 Karte    | | 2. Hälfte des 19. Jahrhunderts        | 19. Juli 1985      | 536 Wikidata    |
| weitere Bilder | Wohnhaus                | Brill Briller Straße 172 Karte    | | Ende des 19. Jahrhunderts             | 2. September 1987  | 1118 Wikidata   |
| weitere Bilder | Wohnhaus                | Brill Briller Straße 174 Karte    | | zwischen 1898 und 1902                | 11. Mai 1992       | 2211 Wikidata   |
| weitere Bilder | Wohnhaus                | Brill Briller Straße 178 Karte    | | um 1900                               | 17. März 1992      | 2106 Wikidata   |
| weitere Bilder | Wohnhaus                | Brill Briller Straße 184 Karte    | | um 1900                               | 15. Juni 1992      | 1314 Wikidata   |
| weitere Bilder | Villa                   | Brill Funckstraße 1 Karte         | | 1883                                  | 11. März 1987      | 998 Wikidata    |
| weitere Bilder | Villa                   | Brill Funckstraße 13 Karte        | Villa Wolff | Ende des 19. Jahrhunderts             | 20. Mai 1997       | 4053 Wikidata   |
| weitere Bilder | Villa                   | Brill Funckstraße 16 Karte        | | Ende des 19. Jahrhunderts             | 14. Dezember 1984  | 219 Wikidata    |
| weitere Bilder | Wohnhaus                | Brill Funckstraße 18 Karte        | | 1909/10                               | 5. November 1997   | 4068 Wikidata   |
| weitere Bilder | Wohn- und Geschäftshaus | Brill Funckstraße 22 Karte        | | 1911                                  | 11. März 1987      | 999 Wikidata    |
| weitere Bilder | Wohnhaus                | Brill Funckstraße 24 Karte        | | 1911                                  | 11. März 1987      | 1001 Wikidata   |
| weitere Bilder | Wohnhaus                | Brill Funckstraße 40 Karte        | | 1900                                  | 18. März 1992      | 2112 Wikidata   |
| weitere Bilder | Wohnhaus                | Brill Funckstraße 43 Karte        | | zwischen 1897 und 1901                | 15. November 1993  | 3199 Wikidata   |
| weitere Bilder | Wohnhaus                | Brill Funckstraße 47 Karte        | | um 1890                               | 11. März 1987      | 1002 Wikidata   |
| weitere Bilder | Wohnhaus                | Brill Funckstraße 49 Karte        | | um 1890                               | 11. März 1987      | 1003 Wikidata   |
| weitere Bilder | Wohnhaus                | Brill Funckstraße 51 Karte        | | gründerzeitlich                       | 15. Februar 1985   | 311 Wikidata    |
| weitere Bilder | Wohnhaus                | Brill Funckstraße 55 Karte        | | 1887                                  | 19. Januar 1993    | 2675 Wikidata   |
| weitere Bilder | Verwaltungsgebäude      | Brill Funckstraße 79 Karte        | | 1958                                  | 5. Dezember 2001   | 4192 Wikidata   |
| weitere Bilder | Bahnhofsgebäude         | Brill Funckstraße 86              | Teil des einstigen Güterbahnhofs Ottenbruch, ehemals Funckstraße 94 a                                                                                           | End 19. Jahrhundert                   | 24. Februar 2009   | 648 Wikidata    |
| weitere Bilder | Wohnhaus                | Brill Funckstraße 93 Karte        | Gut Am Schaffstal, ehemals Am Schaffstal 1 | 1846, teilweise um 1700               | 28. Mai 1993       | 2966 Wikidata   |
| weitere Bilder | Wohnhaus                | Brill Funckstraße 95 Karte        | Gut Am Schaffstal, ehemals Am Schaffstal 1 | 1846, teilweise um 1700               | 28. Mai 1993       | 2966 Wikidata   |
| weitere Bilder | Bahnhofsgebäude         | Brill Funckstraße 94 Karte        | Bahnhof Ottenbruch, Bestandteil der Rheinischen Bahnstrecke | 1870er Jahre                          | 15. April 1985     | 395 Wikidata    |
| weitere Bilder | Fabrikgebäude           | Brill Funckstraße 97 Karte        | Ehemalige Kornbrennerei Knappertsbusch, eine bauliche Einheit mit Funckstraße 99                                                                                | 1874                                  | 18. Mai 2000       | 3272 Wikidata   |
| weitere Bilder | Fabrikgebäude           | Brill Funckstraße 99 Karte        | Ehemalige Kornbrennerei Knappertsbusch, eine bauliche Einheit mit Funckstraße 97                                                                                | 1910                                  | 18. Mai 2000       | 3272 Wikidata   |

### Baudenkmäler in Bearbeitung
Folgende Objekte werden noch geprüft oder ihr Status ist in der Denkmalliste nicht klar ersichtlich.
| Bild           | Bezeichnung | Lage                             | Beschreibung | Bauzeit | Eingetragen seit | Denkmal- nummer |
| -------------- | ----------- | -------------------------------- | --- | ------- | ---------------- | --------------- |
| weitere Bilder |             | Brill Am Buschhäuschen 11 Karte  | Denkmaleigenschaft festgestellt im Bereichsgutachten vom 23. Februar 1999, Status wird überprüft                        |         |                  | 0 Wikidata      |
| weitere Bilder |             | Brill Bayreuther Straße 10 Karte | Denkmaleigenschaft festgestellt im Denkmalbereichsgutachten Briller Viertel vom 26. Februar 1999, Status wird überprüft |         |                  | 0 Wikidata      |
| weitere Bilder |             | Brill Bayreuther Straße 12 Karte | Denkmaleigenschaft festgestellt im Denkmalbereichsgutachten Briller Viertel vom 26. Februar 1999, Status wird überprüft |         |                  | 0 Wikidata      |

### Ausgetragene Baudenkmäler
| Bild           | Bezeichnung | Lage                          | Beschreibung                                                 | Bauzeit | Eingetragen seit                                | Denkmal- nummer |
| -------------- | ----------- | ----------------------------- | ------------------------------------------------------------ | ------- | ----------------------------------------------- | --------------- |
| weitere Bilder | Villa       | Brill Briller Straße 82 Karte | Das Gebäude wurde nach Verfall im November 2011 abgebrochen. |         | 19. April 1989, ausgetragen seit 1. Januar 2012 | 0 Wikidata      |